# Barleria paolii
Barleria paolii är en akantusväxtart som beskrevs av Adriano Fiori. Barleria paolii ingår i släktet Barleria och familjen akantusväxter. Inga underarter finns listade i Catalogue of Life.